# Gafsa (stad)
Gafsa, oorspronkelijk (in het Latijn) Capsa  genoemd, is een stad in Tunesië en is de hoofdplaats van het gouvernement Gafsa. Bij de volkstelling van 2014 telde de stad 111.170 inwoners. Gafsa is de negende stad van Tunesië en ligt op 335 kilometer van de hoofdstad Tunis.

## Economie
Gafsa ontwikkelt zich dankzij de winning van fosfaat. De Compagnie des phosphates de Gafsa had tot 1966 een eigen spoorlijn, op basis van een overeenkomst getekend op 25 augustus 1896. Paradoxaal genoeg is de stad vrij arm en profiteert ze niet van inkomsten uit fosfaat.
Kunsten en ambachten
Gafsa specialiseerde zich ook in het ambacht van wollen tapijten, met name de Kelim en de margoum, waarvan sommige voor de export bestemd zijn.

## Recente geschiedenis
Fosfaatmijnen werden in 1886 ontdekt tegenwoordig is Gafsa de thuisbasis van een van de grootste fosfaatmijnen ter wereld.
In de Tweede Wereldoorlog werd Gafsa zwaar gebombardeerd door zowel Duitse als Italiaanse bommenwerpers  en ook  geallieerden. Een deel van de Kasbah werd toen vernietigd.
Op 27 januari 1980 bezette een groep dissidenten, bewapend en getraind in Libië, de stad om het regime van Habib Bourguiba ten val te brengen. 48 mensen werden gedood in gevechten met de veiligheidsdiensten en het leger.
In 2008 was Gafsa het middelpunt van rellen gericht tegen het regime van president Zine El Abidine Ben Ali. De regering was snel en brutaal in haar onderdrukking van de opstand, maar sindsdien wordt aan deze beweging toegeschreven dat ze de eerste zaden zaaide van de Jasmijnrevolutie die Zine El Abidine Ben Ali drie jaar later van de macht verwijderde en de Arabische Lente in een groot deel van Noord-Afrika en het Midden-Oosten ontketende
In 2014 verscheen plotseling een meer op ongeveer 25 kilometer van de stad. De oorzaak van de vorming van het meer is momenteel niet bekend.

## Klimaat
| Maand                  | jan  | feb  | mrt  | apr  | mei  | jun  | jul  | aug  | sep  | okt  | nov  | dec  | Jaar  |
| ---------------------- | ---- | ---- | ---- | ---- | ---- | ---- | ---- | ---- | ---- | ---- | ---- | ---- | ----- |
| Hoogste maximum (°C)   | 22,9 | 28   | 36,9 | 35,1 | 39,4 | 45,2 | 45,3 | 44,5 | 41,3 | 35,8 | 30,5 | 25,2 | 45,3  |
| Gemiddeld maximum (°C) | 14,7 | 17   | 19,7 | 23,6 | 28,7 | 33,7 | 36,8 | 36,2 | 31,6 | 25,7 | 19,8 | 15,4 | 25,2  |
| Gemiddeld minimum (°C) | 4,1  | 5,4  | 7,7  | 10,7 | 14,8 | 18,7 | 21,3 | 21,5 | 18,8 | 14   | 8,4  | 4,7  | 12,5  |
| Laagste minimum (°C)   | −5,5 | −4,3 | −2,1 | 1,8  | 6    | 11   | 13,8 | 15,1 | 10,3 | 2,6  | −1,2 | −3,8 | −5,5  |
|                        |      |      |      |      |      |      |      |      |      |      |      |      |       |
| Neerslag (mm)          | 22,6 | 17   | 23,5 | 12,2 | 12,9 | 8,8  | 1,0  | 8    | 22,5 | 21   | 17   | 27   | 193,5 |
| Zonuren (uur/dag)      | 6,6  | 7,6  | 7,9  | 8,9  | 9,9  | 10,8 | 11,5 | 10,9 | 9,4  | 8,2  | 7,4  | 6,7  | 8,8   |
| Regendagen (dag)       | 3    | 3    | 4    | 3    | 3    | 1    | 0    | 1    | 3    | 3    | 3    | 3    | 30    |

## Galerij

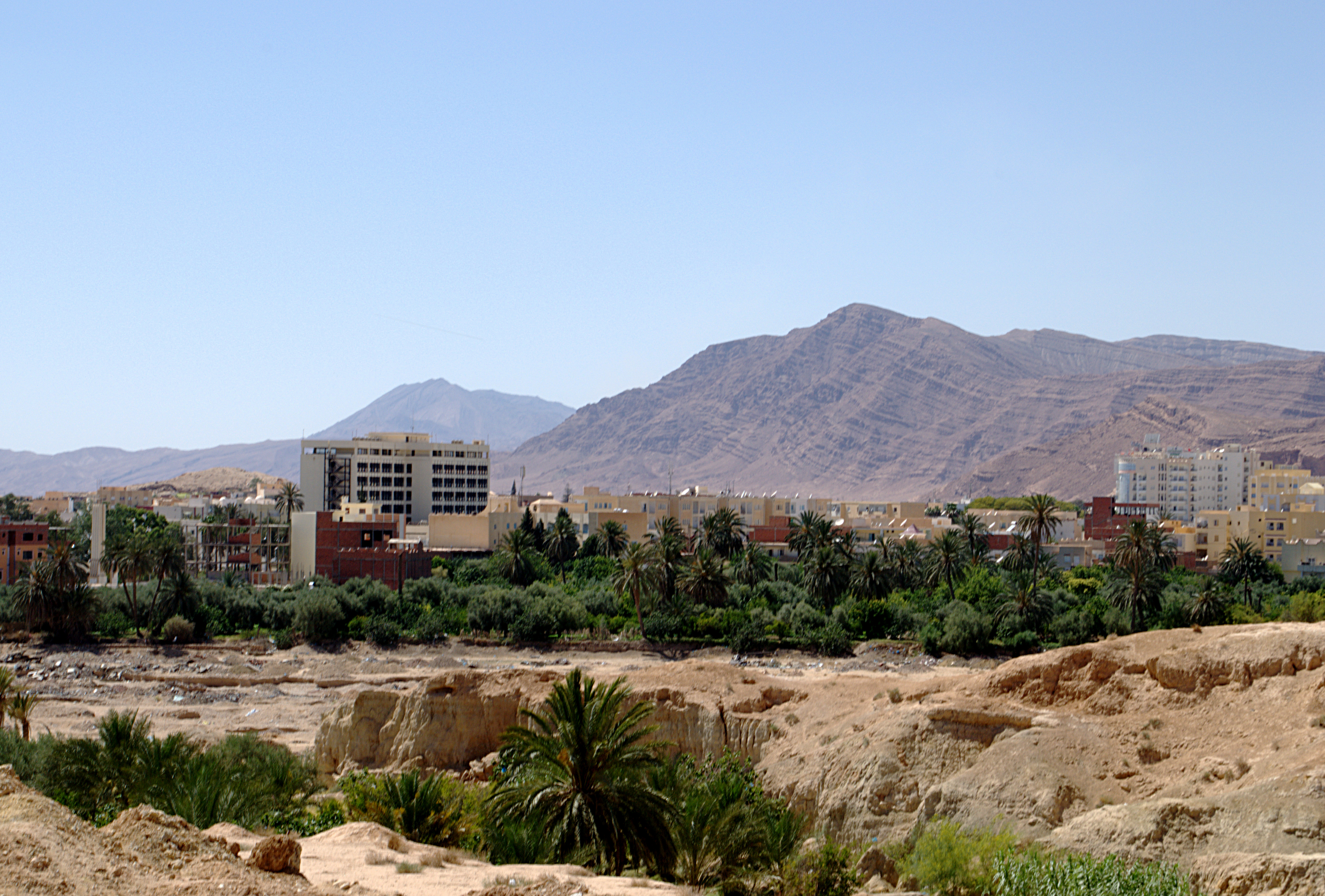
Zicht op Gafsa
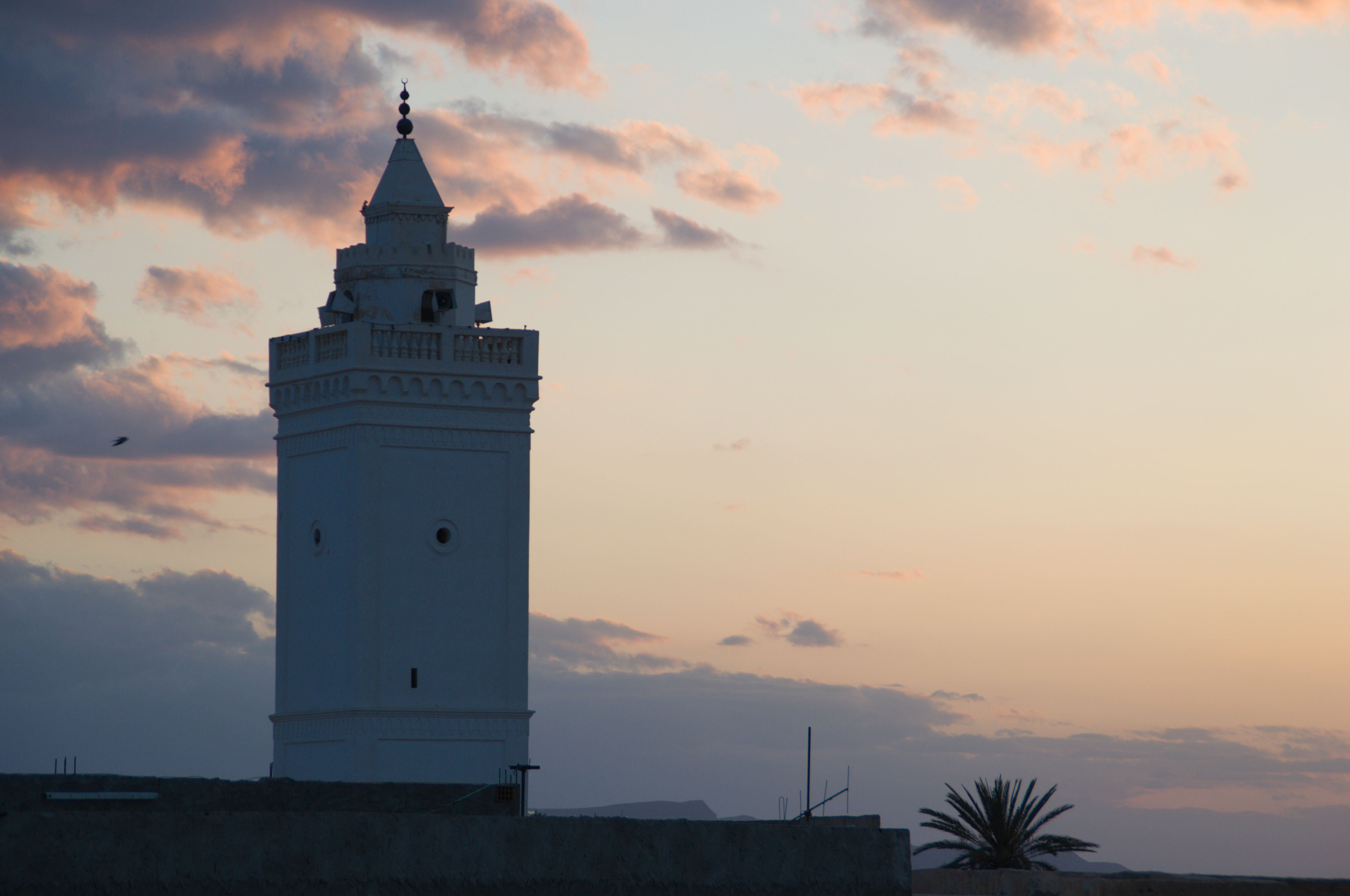
Minaret van Gafsa (2013)
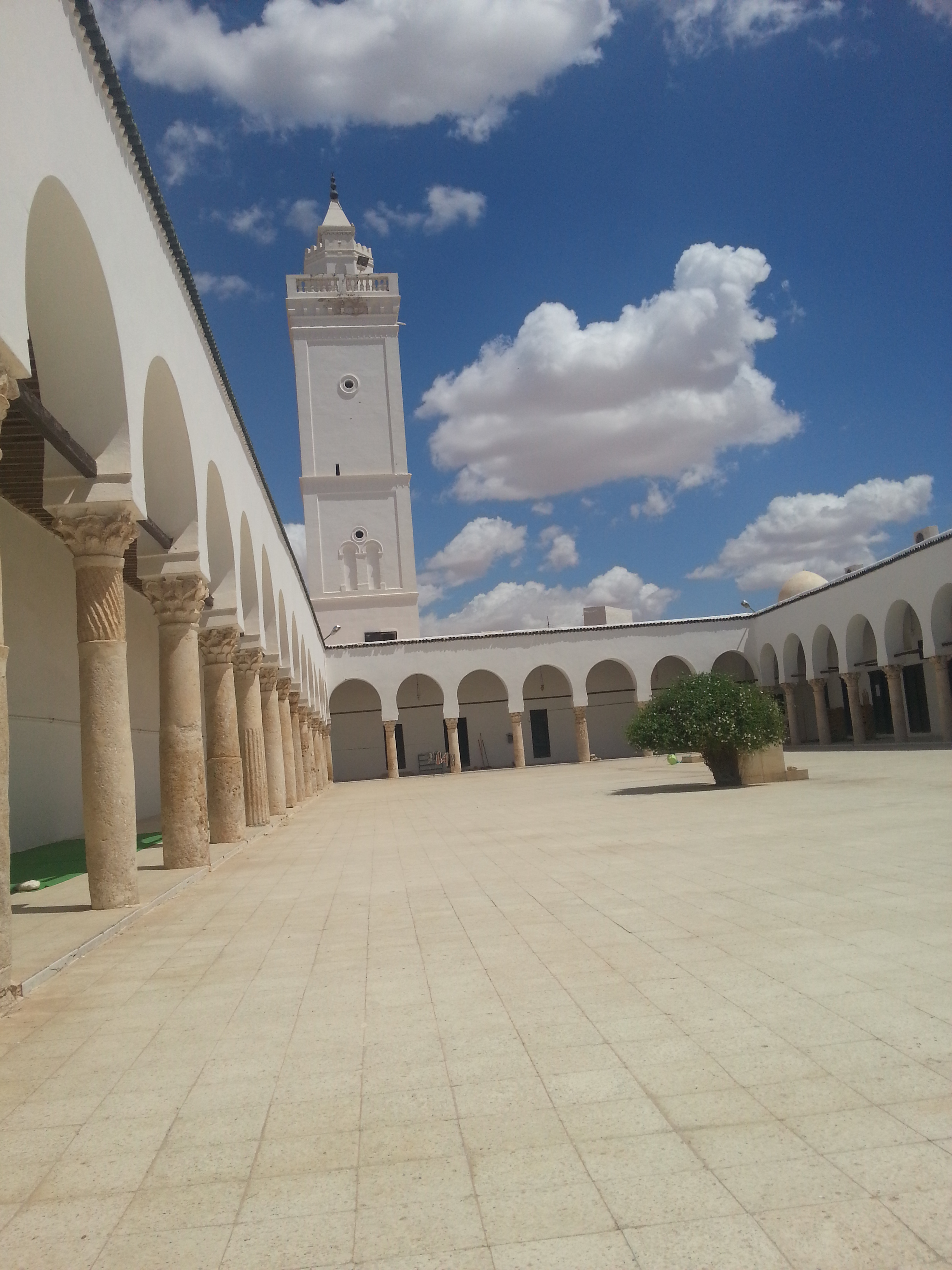
Binnenplaats van de moskee